# Mayoi Neko Overrun!
Mayoi Neko Overrun! (яп. 迷い猫オーバーラン！ Маёи Нэко О:ба:ран, «Нашествие бродячих кошек!») — ранобэ Томихиро Мацу, выходящее с 2008 года. Позднее появились аниме и манга адаптации. В начале мая 2010 года первый том манги стал 12-м по продаваемости в Японии, поднялся до девятого места и к середине месяца опустился на 27-е. Blu-ray с аниме в конце июля 2010 года заняли десятое по продаваемости место. Каждая серия аниме имела собственного режиссёра.

## Сюжет
Главный персонаж, Такуми Цудзуки вместе со своей опекуншей, Отомэ Цудзуки, работает в кафе «Бродячие кошки» (яп. ストレイキャッツ Суторэи Кяццу), где им помогает подруга детства Такуми, Фумино Сэридзава. Однажды Отомэ подбирает девушку-кошку Нодзоми Кирию, которая также присоединяется к кафе. Сюжет строится вокруг отношений работников кафе.

## Персонажи
Такуми Цудзуки (яп. 都築 巧 Цудзуки Такуми) — главный герой. Родители бросили его, и до шести лет он жил в детдоме. Позже детдом закрыли, а самого Такуми взяла к себе Отомэ.
Сэйю: Нобухико Окамото
Фумино Сэридзава (яп. 芹沢 文乃 Сэридзава Фумино) — главная героиня, подруга детства Такуми. Все её слова следует воспринимать наоборот. Например, если она говорит, что не хочет чего либо, значит на самом деле она этого хочет. Излюбленная фраза — «умри дважды!» (яп. 二回死ね！ никай синэ!). Влюблена в Такуми.
Сэйю: Канаэ Ито
Тисэ Умэномори (яп. 梅ノ森 千世 Умэномори Тисэ) — одна из главных героинь, дочь владельца школы Умэномори, в которую ходят все остальные герои. Огромное состояние её семьи позволяет ей вытворять все, что вздумается, вплоть до съемок зимних пейзажей посреди пустыни. Ведет себя нагло, пытается командовать другими героями, но все это имеет лишь одну цель — подружиться с ними. Также влюблена в Такуми.
Сэйю: Юка Игути
Нодзоми Кирия (яп. 霧谷 希 Кирия Нодзоми) — одна из главных героинь, девушка-кошка. Немногословна, добра и умна, а также обладает великолепными физическими навыками. Так, она смогла в одиночку победить всю школу в спортивном состязании. Излюбленная фраза — «ня» (яп. にゃ ня). В прошлом она воспитывалась в академии Мурасамэ, которая использовала лучших специалистов, дабы воспитанники академии не испытывали сложностей со вступлением в общество. Лучшим воспитанникам академии давалась фамилия «Мурасамэ». За свой выдающийся интеллект и прекрасные физические навыки Нодзоми должна была стать 13-й Мурасамэ. Однако, полагая, что тем самым она украла счастье у остальных кандидатов, она сбежала из академии, после чего была подобрана Отомэ и стала одной из работниц кафе «Бродячие кошки». 
Сэйю: Аяна Такэтацу
Отомэ Цудзуки (яп. 都築 乙女 Цудзуки Отомэ) — владелица кафе «Бродячие кошки». Обожает всем помогать и ради этого может поехать хоть на другой конец Земли. Также любит подбирать кошек, во множестве проживающих в её кафе. В прошлом Такуми стал первым человеком, которого она подобрала. Вторым стала Нодзоми. 
Сэйю: Сатоми Сато